# Juan de Villalta
Juan de Villalta (Sevilla, Andalucía de la Corona española, ca. 1575 - Cartago, provincia de Costa Rica, 1634) fue un militar español que ocupó el cargo de gobernador de la provincia de Costa Rica desde 1630 hasta 1634.

## Biografía
Juan de Villalta (n. hacia 1575 en Sevilla , España - m. 1634 en Cartago, Costa Rica) fue un militar español, gobernador de la provincia de Costa Rica de 1630 a 1634. 

## Datos familiares
Contrajo matrimonio hacia 1605 con Catalina de Guevara (n. Sevilla, ca. 1585), hija de Francisco Benítez de la Oliva y de Juana Colsa de Guevara. No tuvieron hijos, aunque criaron como tales a tres niñas huérfanas, llamadas Isabel de Tapia, Isidora de Jesús y Ángela Aldonza Villalta. 

## Carrera militar
Sirvió alrededor de cuarenta años en el ejército español, desde finales del reinado de Felipe II de España. Alcanzó el grado de sargento mayor.

## Gobernador de Costa Rica
El 27 de agosto de 1629, el rey Felipe IV lo designó como gobernador y capitán general de Costa Rica, en sustitución de don Juan de Echáuz y Velasco. En septiembre de ese año se expidió una real cédula a los oficiales reales de Nicaragua para que no habiendo en Costa Rica de qué pagar el salario al gobernador Villalta, lo sufragase la Real caja de Nicaragua. 
Viajó a América en la flota de 1630 con su esposa, sus hijas adoptivas, dos hermanos de aquella llamados Diego Agustín y Sebastián de Guevara y ocho criados. Tomó posesión del cargo en septiembre de 1630.
Durante su gobierno se siguió una información sobre el pago de la alcabala, impuesto del que Costa Rica había estado exenta desde el mandato del gobernador Diego de Artieda Chirino y Uclés. La pobreza de Costa Rica era tal, que de la información se derivó la continuidad de la exención. 
Entre 1632 y 1633 efectuó visitas a los corregimientos de Pacaca y Quepo, y a diversos pueblos indígenas.
Falleció en el ejercicio de su cargo. Le sucedió el teniente de gobernador Bartolomé de Enciso Hita. 